# Evangelische Kirche (Zell im Wiesental)

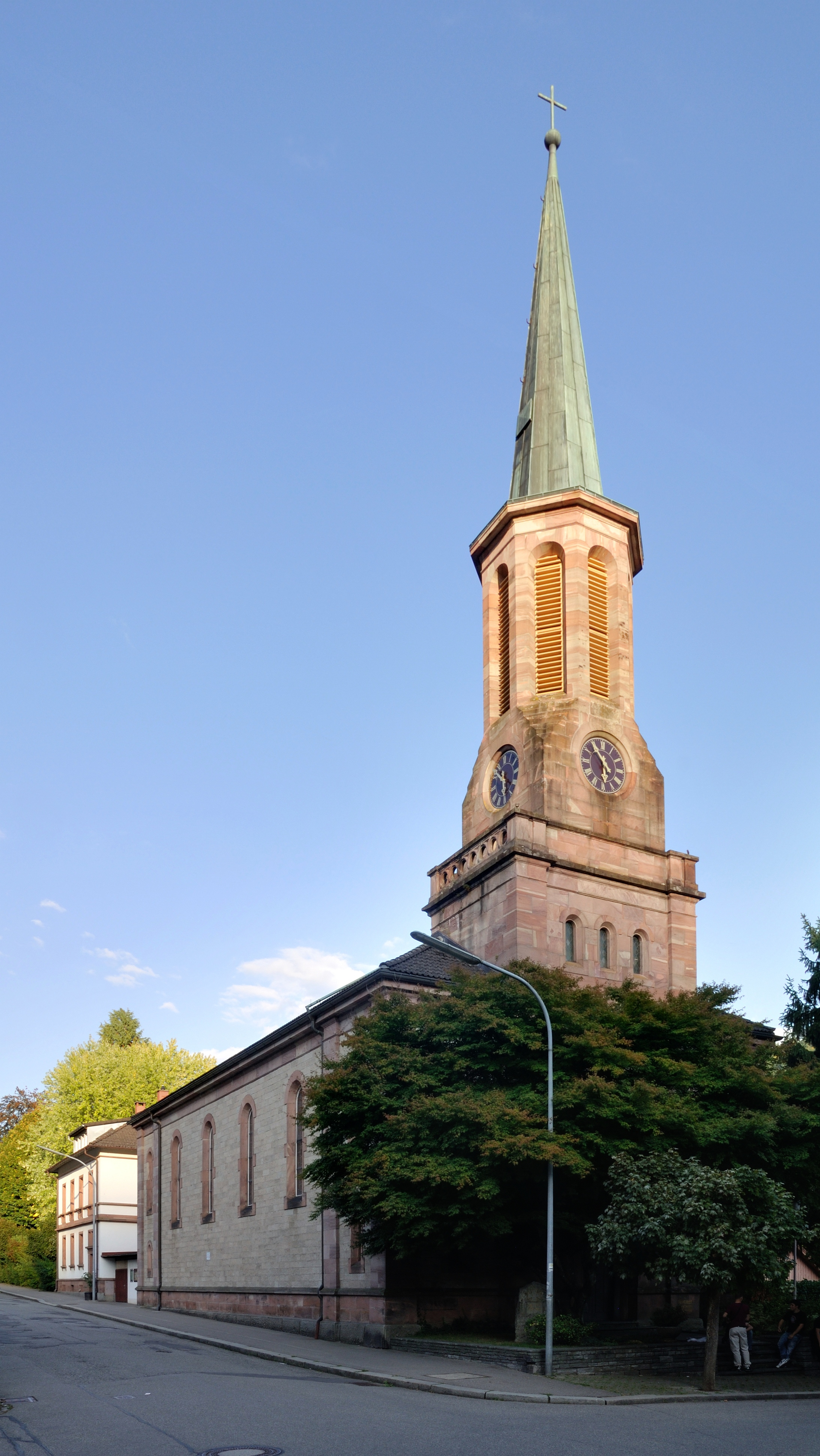
Evangelische Kirche in Zell

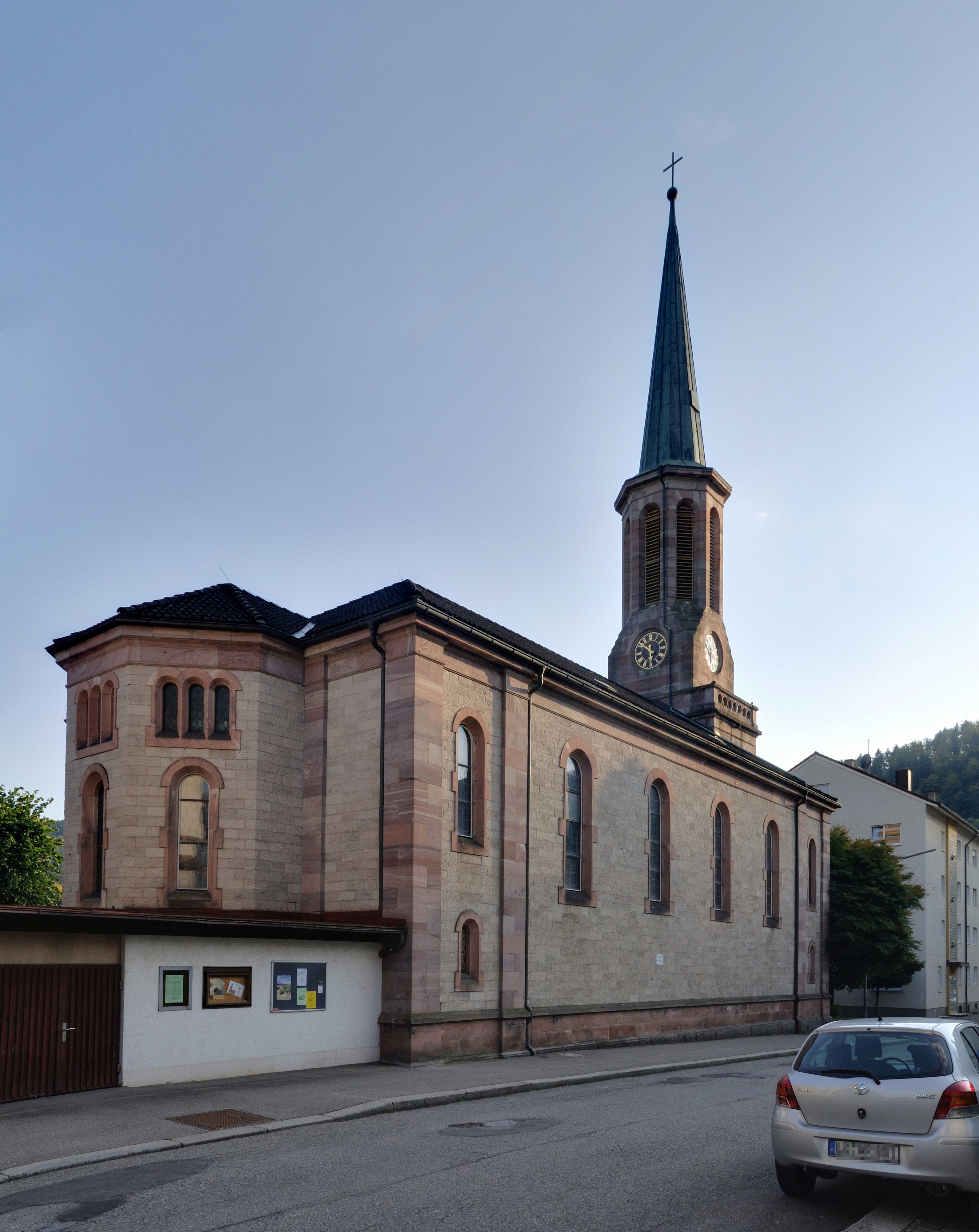
Evangelische Kirche in Zell

Die Evangelische Kirche in Zell im Wiesental wurde Ende des 19. Jahrhunderts im Stil der Neuromanik erbaut.

## Geschichte
In den 1830er Jahren bildete sich in Zell im Wiesental eine evangelische Kirchengemeinde. Neben Gottesdiensten, die im Gasthaus Löwen stattfanden wurde sie zu Beginn von der Gemeinde in Hausen im Wiesental betreut. Nachdem man 1886 in Zell eine Pastorationsstelle einrichtete, begann man ein Jahr später mit dem Bau einer eigenen Kirche. Sie wurde nach ihrer Fertigstellung am 16. Dezember 1888 eingeweiht. In den Jahren 1956 bis 1960 fand eine Neugestaltung des Innenraums statt.

## Beschreibung

### Kirchenbau
Die Evangelische Kirche in Zell steht westlich vom Zentrum in einem Wohngebiet. Das Bauwerk aus Buntsandstein besteht aus einem rechteckigen Langhaus mit flachem Walmdach. An der Westseite erhebt sich ein mehrfach gegliederter Glockenturm, der leicht aus der Fassade hervorspringt. Der quadratische Grundriss verjüngt sich nach oben zu einer achteckigen. In diesem Abschnitt befinden sich acht Klangarkaden, die rundbogig abschließen. Der Turm wird von einer achtseitigen Dachpyramide mit Turmkugel und Kreuz abgeschlossen.
Der Kronleuchter im Inneren wurde vom Evangelischen Frauenverein gestiftet und wurde in der Kunstschmiedewerkstatt Bär in Basel geschaffen. Die Darstellung Adam und Eva am Baum der Erkenntnis stammt aus einer Berner Holzschnitzerei.

### Orgel
Die erste Orgel von 1890 stammt von Voit & Söhne aus Durlach und hatte zwei Manuale, Pedal und 13 Register. Sie wurde 1958 durch ein Instrument von Steinmeyer aus Oettingen ersetzt und auf der Empore aufgestellt. Die Taschenladen werden mit einer elektrischen Spiel- und Registertraktur angesteuert. Die 17 Register verteilen sich auf zwei Manualen und Pedal. Die Disposition lautet:
| I Hauptwerk C–g3 |     |
| Rohrquintade     | 16′ |
| Engprinzipal     | 8′  |
| Holzgedackt      | 8′  |
| Oktave           | 4′  |
| Waldflöte        | 2′  |
| Mixtur III-IV    | 1′  |

| II Positiv C–g3 |       |
| Singend Gedeckt | 8′    |
| Prinzipal       | 4′    |
| Quintade        | 4′    |
| Spitzprincipal  | 2′    |
| Nasat           | 1 ⁄3′ |
| Terzzimbel III  | 1⁄2′  |
| Tremulant       |       |

| Pedalwerk C–f1     |     |
| Untersatz          | 16′ |
| Quintatön (aus HW) | 16′ |
| Offenflöte         | 8′  |
| Choralbass         | 4′  |
| Bauernpfeife       | 2′  |

- Koppeln: II/I, I/P, II/P

### Glocken

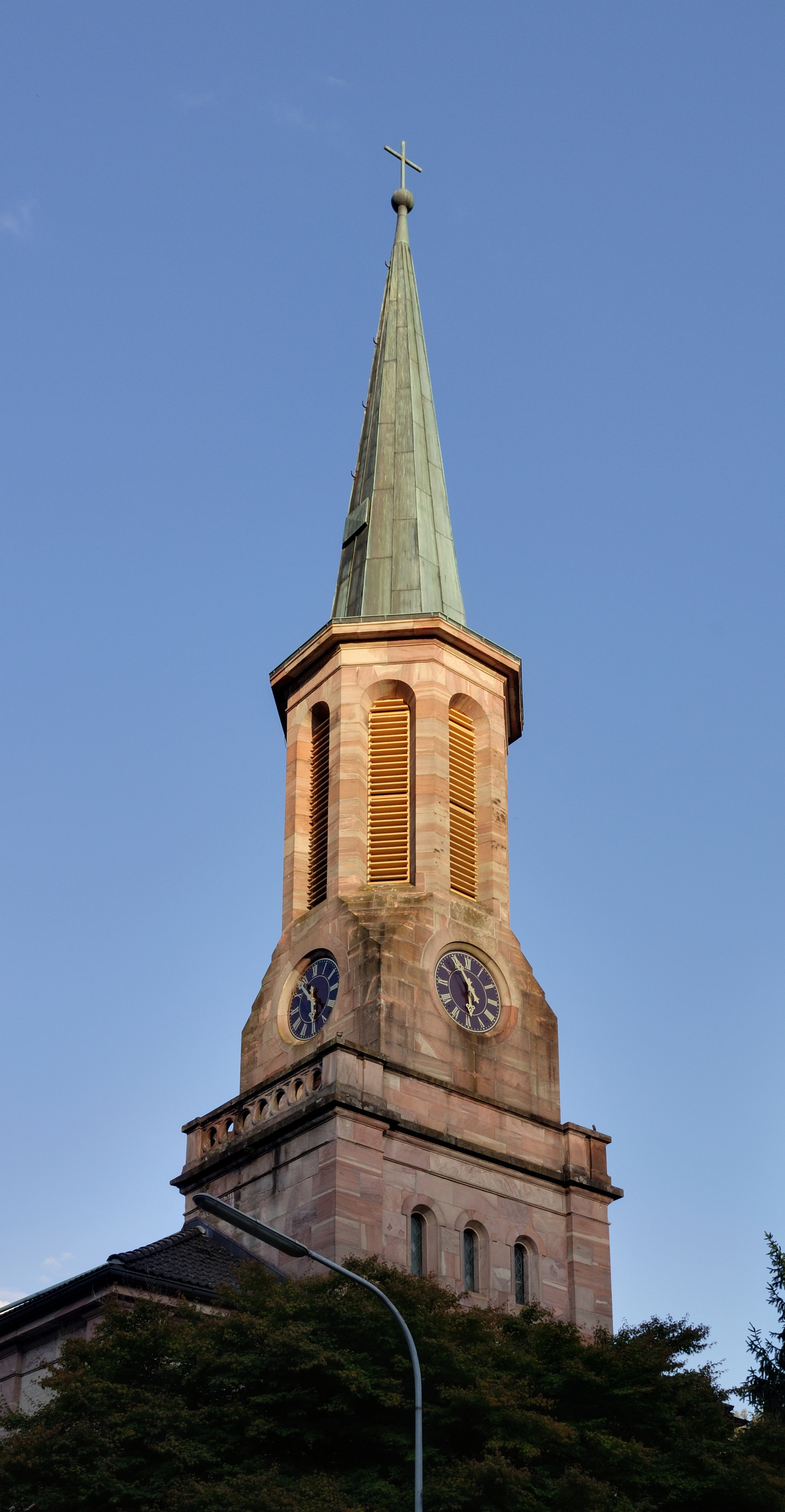
Glockenturm

Das vierstimmige Bronzegeläut setzt sich wie folgt zusammen:
| Nr. | Schlagton | Gussjahr | Gießerei                           |
| 1.  | as′       | 1952     | Gebrüder Rincker, Sinn bei Wetzlar |
| 2.  | b′        | 1952     | Gebrüder Rincker, Sinn bei Wetzlar |
| 3.  | des′′     | 1952     | Gebrüder Rincker, Sinn bei Wetzlar |
| 4.  | es′′      | 1953     | Gebrüder Rincker, Sinn bei Wetzlar |